# Campagne-les-Wardrecques Churchyard
Campagne-les-Wardrecques Churchyard is een begraafplaats gelegen in de Franse plaats Campagne-les-Wardrecques (Pas-de-Calais). De militaire graven worden onderhouden door de Commonwealth War Graves Commission.
De begraafplaats telt 6 geïdentificeerde Gemenebest graven, waarvan 3 uit de Eerste Wereldoorlog en 3 uit de Tweede Wereldoorlog.